# توبياس مولر (لاعب كرة قدم سويسري)
توبياس مولر (7 مايو 1989 بسويسرا - ) هو لاعب كرة قدم سويسري في مركز الوسط. لعب مع نادي آراو ونادي فولن.

## وصلات خارجية
- توبياس مولر على موقع قاعدة بيانات كرة القدم.إي يو (الإنجليزية)
- توبياس مولر على موقع Soccerway.com (الإنجليزية)
- توبياس مولر على موقع عالم كرة القدم.نت (الإنجليزية)